# ローズ島共和国

ローズ島共和国
Insulo de la Rozoj

国の標語：不明
国歌：ローズ島国歌

ローズ島共和国（ローズとうきょうわこく、エスペラント: Insulo de la Rozoj）は、かつてアドリア海にあったミクロネーション。

## 歴史
1964年にイタリア人の技術者、ジョルジオ・ローザがリミニから約11 km沖合いのアドリア海上に石油プラットフォームに似た人工島「ローズ島」を作り始め、1968年6月24日に自身を大統領とし、独立宣言した。ただし、ローザおよび閣僚は島には住んでおらず、代理人が1人で居住していたとされる。イタリア政府は、独立直後に船舶の航行障害及びカジノ収益の脱税防止を理由に警察の艦船を派遣、7月20日には武装警察及び税務調査官が上陸した。その後、公海上のローズ島に対しイタリアの主権が及ぶか否かが、イタリアの最高裁判所で争われたが、1969年の政府側勝訴の判決を受け、同年にイタリア海軍により爆破、消滅した。その後、爆破の模様を描いた切手が、ローズ島の亡命政府であるローズ島共和国によって発行されたという。
2020年にNetflixで公開されたイタリア映画『ローズ島共和国 〜小さな島の大波乱〜』は、ジョルジオ・ローザとローズ島共和国の実話を基にしている。